# Virgen de Vega (Sierra de la Demanda)
La Virgen de Vega, Santa María de Vega o Nuestra Señora de Vega, es una de las advocaciones con la que se venera la figura de la Virgen María en el catolicismo.
La advocación es representada por una talla de madera del siglo XVIII de la Virgen María sentada con el niño Jesús en brazos. La ermita en la que se encuentra se eleva en una meseta, territorio comunal denominado Vega según consta en documentos del siglo X, parte de la Comunidad de Patria, situada en la sierra burgalesa (España), entre los pueblos de Huerta de Abajo, Huerta de Arriba, Tolbaños de Abajo y Tolbaños de Arriba.
Durante siglos, y hasta mediados del siglo XX, el santuario fue el «centro jurídico y simbólico del Valle. Allí se celebraban las Juntas e iban los mozos para entrar en quintas».
Su festividad se celebra el primer sábado de septiembre y congrega fieles de los cuatro pueblos. El 17 de julio la pedanía celebra en Huerta de Abajo el "Día del Voto", recordando el pedido de la protección de la Virgen de Vega ante una epidemia que afectaba la región.